# Mercé Viana Martínez
Mercé Viana Martínez   (Alfafar, 18 d'octubre de 1946) és una escriptora i pedagoga valenciana que compagina el seu treball al món educatiu amb la creació literària, i que ha obtingut diversos premis, bona part d'ells en literatura infantil i juvenil. Ha escrit la seua obra en valencià i castellà.
Llicenciada en Filosofia i Ciències de l'Educació en les especialitats d'Orientació escolar i Educació especial, és experta universitària en didàctica de la llengua per la Universitat Complutense de Madrid i té acreditada la suficiència investigadora per la Universitat de València. Ha treballat en totes les etapes de l'educació, des de l'escola infantil fins a la Universitat i ha estat ponent en cursos de formació del professorat, així com en simposis per tot Espanya sobre temes relacionats amb el llenguatge. Ha format part dels Moviments de Renovació Pedagògica des de 1970, coordinadora del seminari permanent de l'Institut de Ciències de l'Educació i ha estat directora de la revista pedagògica Espais Didàctics. Té més de 60 publicacions pedagògiques entre llibres de text, quaderns de lectura i articles. En l'àmbit literari ha publicat mig centenar d'obres, bona part d'elles per a l'àmbit infantil i juvenil. Ha estat guardonada amb múltiples premis literaris al País Valencià, entre els quals destaquen el Premi Vicent Silvestre de narrativa infantil (1997), el Premi Carmesina (2005) i, en dues ocasions, el Premi Samaruc que atorga l'Associació de Bibliotecaris Valencians al millor llibre infantil: Mei Mei vol ser rei (2006) i Lula i els abelles (2011).

## Premis
- 1984 - Premi Narrativa Festes Majors de Benetússer[6]
- 1988 - Premi Diputació de València[6]
- 1989 - Premi poesia La Forest d'Arana València[6]
- 1991 - Premi Diputació de València[6]
- 1997 - Premi de Narrativa Infantil Vicent Silvestre d'Alzira[6]
- 2005 - Premi Carmesina de narrativa infantil de Gandia[6]
- 2006 - Premi Samaruc al millor llibre infantil per Mei Mei vol ser rei[7]
- 2011 - Premi Samaruc al millor llibre infantil per Lula i els abelles (2011)[5]
- 2011 - Premi de Narrativa Juvenil Vicenta Ferrer Escrivà per Les petjades de l'Àfrica[6]
- 2017 - XII Premi Benvingut Oliver de Narrativa Juvenil (Catarroja, 2017): "Les dones invisibles"[8][9]